# Sankt Martin-Karlsbach
Sankt Martin-Karlsbach là một thị xã thuộc huyện Melk trong bang Niederösterreich.